# آنیاسوو
آنیاسوو (انگلیسی: Anyasevo) یک شهرک در شهرستان میاکینسکی استان باشقیرستان کشور روسیه است.